# Euro Milions

Mapa de participació a Euro Milions:
Països fundadors (Febrer 2004)
Països adhesió (Octubre 2004)

Euro Milions és una loteria jugada en alguns estats europeus. Fou llançada un dissabte, dia 7 de febrer de 2004. El primer sorteig va tenir lloc a París, el dia 13 de febrer de 2004. Inicialment, els estats que integraven aquesta loteria eren la Gran Bretanya, l'Estat espanyol i França, però el 8 d'octubre de 2004 el grup es va ampliar, amb la inclusió d'Àustria, Bèlgica, Irlanda, Luxemburg, Portugal i Suïssa. Els sortejos tenen lloc cada divendres a París. Cada columna de la butlleta de joc costa 2 € a la majoria dels països on es ven. Els premis, excepte el Jackpot, prenen valor d'acord amb la quantitat de participants que cada país ha tingut.
El 6 d'octubre de 2017, es va guanyar l'històric pot de 190 milions d'euros a Las Palmas a Gran Canària.
El 7 de juliol de 2020, es va guanyar el segon major premi que deixa l'Euromillones a Espanya en la quantitat de 145 milions d'euros a Mayorga.